# 발안초등학교
발안초등학교는 대한민국 경기도 화성시에 있는 공립 초등학교이다.

## 학교 연혁
- 1935.05.01 향남공립보통학교 부설 발안간이학교로 개교
- 1944.04.01 발안공립국민학교로 승격
- 1945.10.31 초대 고덕룡 교장 부임
- 1949.06.25 제1회 졸업식(49명)
- 1996.03.01 발안초등학교로 교명 변경
- 2010.03.01 도지정 안전교육 시범학교 운영
- 2012.09.01 제22대 인동숙 교장 취임
- 2012.10.31 학교 외벽 도색 및 단열 시공
- 2013.09.30 교문 정비(펜스교체, 야외학습장정비)
- 2013.12.31 초등자율장학 및 컨설팅장학지원 우수교 표창
- 2014.01.31 학력향상형 창의경영학교 운영 우수교 표창
- 2014.02.14 제66회 졸업장 수여식(총 졸업생 수 9103명)
- 2014.03.01 18학급 편성(일반16, 특수2)
- 2014.03.01 창의지성교육도시 모델학교 지정
- 2014.03.01 체험학습장 도지정
- 2014.09.01 제23대 박종석 교장 취임